# Comté de Cassia
Pour les articles homonymes, voir Cassia (homonymie).
Le comté de Cassia est l'un des 44 comtés de l’État de l’Idaho, aux États-Unis.
Deux théories s’opposent quant à l’origine de son nom : il viendrait de Cassia Creek, lui-même provenant de John Cazier, membre du Bataillon mormon, ou alors, seconde hypothèse, d’une plante locale.
Le siège du comté est Burley. Albion l’a été auparavant, de 1879 à 1918.

## Démographie
| 1880  | 1890  | 1900  | 1910  | 1920   | 1930   |
| ----- | ----- | ----- | ----- | ------ | ------ |
| 1 312 | 3 143 | 3 951 | 7 197 | 15 659 | 13 116 |

| 1940   | 1950   | 1960   | 1970   | 1980   | 1990   |
| ------ | ------ | ------ | ------ | ------ | ------ |
| 14 430 | 14 629 | 16 121 | 17 017 | 19 427 | 19 532 |

| 2000   | 2010   | 2020   | - | - | - |
| ------ | ------ | ------ | - | - | - |
| 21 416 | 22 952 | 24 655 | - | - | - |

## Géolocalisation
| Comté de Jerome        | Comté de Minidoka Comté de Blaine | Comté de Power             |
|                        | Comté de Cassia                   | Comté d'Oneida             |
| Comté d'Elko, (Nevada) |                                   | Comté de Box Elder, (Utah) |